# Paterson, New Jersey
Paterson este un oraș din comitatul Passaic, statul New Jersey, SUA. Orașul este situat la altitudinea de 32 m, ocupă suprafața de 22,6 km², din care 21,9 km² este uscat. În anul 2008 el are o populație de 145.643 loc. după numărul locuitorilor Paterson, este al treilea oraș ca mărime din statul New Jersey.
Orașul este capitala comitatului și este amplasat în nord-estul statului la 25 km nord de Newark, New Jersey. El a fost denumit de poetul William Carlos Williams (1883-1963), după politicianul William Paterson (1745-1806).

## Demografie
După datele recensământul din anul 2000 
- 149.222 loc.
- 44.710 gospodării
- 33.353 familii
- t 6.826,4 loc./ km²
- 30,77 % albi
- 32,90 % afroamericani
- 0,60 % amerindieni
- 1,90 % asiatici
- 0,06 % loc. de insulele din Pacific
- 27,60 % loc. de altă proveniență
- 6,17 % metiși
- 50,11 % latino-americani

## Personalități marcante
- Don Brautigam, ilustrator (1946-2008)
- Gaetano Bresci, anarhist (1869-1901)
- Sidney Geist, pictor, sculptor, autor
- Allen Ginsberg, autor (1926-1997)
- Percy Goetschius, muzician (1853-1943)
- Don Martin, desenator (1931-2000)
- Ed Masry, avocat (1932-2005)
- Frederick Reines, Physiker (1918-1998)
- George Rochberg, compozitor (1918-2005)
- Stephanie Rothman, regizor
- Joseph Weber, fizician
- Carl Weinrich (1904-1991), organist, muzician